# 雛鳥の囀with殻の中の小鳥
『雛鳥の囀with殻の中の小鳥』（ひなどりのさえずりウィズからのなかのことり）はSTUDiO B-ROOMから発売された美少女ゲームで、過去にPC98で発売された殻の中の小鳥と続編の雛鳥の囀をWindows版としてリメイクした作品。過去にSTUDiO B-ROOMから販売された『雛鳥の囀with殻の中の小鳥』の原画集の中で、シナリオ担当の栄夢のコメントでは「殻の中の小鳥はキャラに入れ込みすぎた為、消えていった要素があり、地味なリメイクで評判や評価は高くはない」と語っている。雛鳥の囀は大幅に変更をし、キャロルの性格変更、新キャラの追加、一般のゲームでもあまり出て来ない「薬」を扱う予定であったが、作業中に自身の作品でないと振り返り、DOS版に準拠する形をとっていると語っている。なお、この2作品とストーリー上関連性はないが、シリーズとして『渡り鳥に宿り木を』が発売されている。また、2007年7月5日に公式ホームページにて『殻の中の小鳥』の再リメイク版を開発中と発表されたが、2010年4月20日に発売中止を発表した。CGの一新とシナリオの再構成を重点に置いていた。

## 概要
殻の中の小鳥
舞台はヴィクトリア朝風のある街。元調教師「フォスター」は国賊として追われる身であった。そんなフォスターを鉄道王「ドレッド＝バートン」は自身の屋敷へと招く。かつての事件の書類を手に入れたドレッドにフォスターは逆らえず、その屋敷で暮らしていた少女「クレア」を始め、街で出会った4人の少女たちをメイドという名の娼婦に養育させていく。
なお、最初のDOS版はBLACK PACKAGE名義で発売され、プロデューサーのKENJIがメイド物を作ろうとして、新人の栄夢を起用して作られた。
雛鳥の囀
ドレッドから屋敷を譲り受けたフォスターと屋敷の主となったクレア。しかし、中央の財閥であるウェラクスタ家はかつてのドレッドの遺産である鉄道事業に乗り出し、屋敷を不当に奪い取る。フォスターとクレアの元に屋敷の新たなる主人、「キャロル=ウェラクスタ」がやってくる。彼女はドレッドにあやかって屋敷を根城とし、交渉にメイドを使う方法までも模倣しようとフォスターに再びメイドの調教を命じた。
正統な続編で、コミケにコスプレも多数現れ、この作品でメイドブームは頂点に達した。

## ゲームシステム
殻の中の小鳥と雛鳥の囀の共通のシステムであるが、接客によって収入を得、調教によりキャラクター達のパラメーターを上げより高度な接客によって更なる収入を得るという独特のシステムをとっている。しかしキャラクター毎に体調の概念があり、高度な接客や調教によっては体調が落ち、接客どころか調教も不可の状態に陥るのである程度バランスを考えなければならないといった状況に陥る。殻の中の小鳥のクレア、雛鳥の囀のクレア、メイ、途中加入のリズを除くヒロイン達も最初から屋敷にいる訳ではなく、それぞれ生活をしている。彼女らを身請けするにはある程度の日付や所持金が必要など、かなり入り組んだ構造になっている。STUDiO B-ROOMのゲーム全般に見られる特殊なシステムを理解していないプレイヤーにとってはかなりハードルが高いゲームとなっているが、手馴れたプレイヤーには作業ゲームとしての意味合いが強い。
調教は全てカードによって行われる。先ず、手持ちの金でカードを購入する。優れたカードを手に入れたとしても、キャラクターの各種パラメーターによっては優れたカードでも効果は発揮できず、カード同士の組み合わせによるカードコンボを発生させることで各種パラメーターの経験値を効率よく上げることがゲームを進める上で重要である。カードの配布に関してはランダムで行われるため、いつも狙ってコンボを組むことはできない。また、キャラクターによっては無効とは言えないが、パラメーターがあまり伸びないカードもあるため、誰にどのカードが有効かを把握しておかなければならない（キャラクターの容姿と性格。調教後CG、接客CGにヒントが隠されているので難しいことではない）。調教の進行具合や、3段階に分けられた接客内容のどれを実行したかでCGが変化するかが決まる。
エンディングも従来のゲームと違い、クレアを除く4人のメイド達に設定されている接客による収入がある程度行くとそのキャラクター達のエンディングを迎える。しかしエンディングを迎えたキャラクター達は当然屋敷から出て行くので、ここでもバランスを考えなければならない。また、接客の初歩である「お茶汲み」だけでもエンディングを迎えられるキャラクターもいる。

## 旧版との違い
殻の中の小鳥
- キャラクターデザインを新井和崎によって一新（特にミュハとチェリーの変更が著しい)。フォスターもかつての美少女ゲームの主人公の様に髪の毛で目を隠すといったことが無くなり、素顔で登場する。また、『渡り鳥に宿り木を』では壮年期のフォスターを見ることができる。
- 調教に新たにカードコンボといった概念が生まれた。
- 一部イベントの追加および一部イベントCGの削除。各キャラクター毎のエンディングは、各キャラは一定給金を稼ぐとエンディングとなり館を去るという風に変更された。全員エンディングが削除されたが、最終日までに総収入がある一定の金額まで行っていることで雛鳥の囀に繋がる真のエンディングが発生する。
- カードの手入れによりカードのレベルを上げられる。
- DOS版に比べゲームバランスが難しくなった。

雛鳥の囀
- 全体的な難易度の低下。
- イベントCGの削減。
- キャラクターの一人「フェイム・アー」が削除され、またPC98版であったキャロルのメイド化が無くなっている。
- 上記2点については『雛鳥の囀with殻の中の小鳥』の原画集の中でシナリオの栄夢が「DOS版の隠し要素なのであくまでDOS版の記憶として残してほしい」と語っている。
- 最終日に所持金が一定の金額以上か以下かでキャロルエンディング、クレアエンディングへと分岐する。

## 登場人物

### 殻の中の小鳥
「声」はDISCOVERYから発売されたWindows 95版及びOVA版のもの。
ラグエル＝フォスター（声：松本大）
主人公であり、プレイヤーの分身。年齢不詳の色男。
元政府特務機関ナンバー17、通称キュレイポートの非公式構成委員。
政治高官向けの高級娼婦の教育を行っていたが、現在は4つの事件で重要参考人として指名手配中。
クレアの母、ファーム＝ド＝ラキシンとはキュレイポート時代に出会っており、未だに彼女への想いは断ち切れてはいない。
キュレイポートに所属していた当時はリヒター＝クラフトと偽名を使っており、ファームには、この名前でずっと接していた。
クレア＝バートン（声：佐久間純子）
ドレッドの実の娘でメインヒロイン。
ドレッド＝バートンと使用人ファーム＝ド＝ラキシンの間に生まれる。
10歳前後まで乳母に育てられ、ドレッドからは貴族の娘として教育を受けるが、母が家に戻ってからの数年間はつねに母親の傍らにいるようになった。
母親のために作られた庭に一生の居場所を求めるようになる。
視線が冷たく、いつもはかなげな表情をしているが思い込みが激しく、実はとてつもなく負けず嫌いである。
本編ではかかれていないがアイシャとは仲が悪い。
レン（結城 恋）（声：飯島京子）
美術商の三人兄弟の末娘。ヒロインの一人。
母親は有名な日本画家、父親は世界中で行商を行う美術貿易商。兄と姉がいる。
父親に連れられヨーロッパ旅行中に列車強盗に会い父親は殺され、兄はレンをかばう様にして背中に銃弾を受けて死亡。
チェスター駅で助けられるが、その時点で生きる気力を失っていた。来るはずの無い迎えを駅の片隅で待つ。
英語が苦手なので寡黙な印象がある。冷ました紅茶に何も入れずに飲むという奇妙な行動は他のメイドから不思議がられている。
本編ではかかれていないがクレアからは可愛がられている。またエンディング後の設定では日本に戻ってから再びこの国に戻ることを夢見て父親の仕事を引き継ぐ。
アイシャ＝ファーファリス
橋の上に立つ娼婦。ヒロインの一人。
家では父親に可愛がられ、母親からは嫌われていた。何人かの男に騙された後、酒屋のバーテンと駆け落ちをするが生活はけっして楽ではなく、彼のために橋の上に立つことを決める。
フォスターと出会うようになってから、彼もアイシャの気持ちが離れていることに気付き、フォスターに身請けされた時には彼の姿は何処にも無かった…
直情的で我慢ができない性質であるが、惚れた男には尽くす方。
本編ではかかれていないがリースをいじめている。
リース＝ウェン＝ネフタ
四人兄弟の長女。ヒロインの一人。
父親は商業で失敗していて、大きな借金を背負っておりその借金を返すために、街の食堂で働いている。
借用書を手に入れたフォスターは借金を無くす代わりに、彼女をメイドとして屋敷へ来るように伝える。
料理はうまく、それ以外に家事もそこそここなす。
メイドとしては優秀な部類に入るが、妙な劣等感から無能だと思い込んでいる。
なお、98版テキストでは「大きいというより膨らみすぎな胸」、「ふくよかなお尻」、「たるんだお腹」など微妙にマニアックな体型描写があったが、CGにはあまり反映されなかった。リメイク版（作成中）では「ふっくらした体格で、大きな尻に劣等感を抱いている」と表記されている。
チェリー
ストリートチルドレンの少女と言うより幼女。茶髪を左右で(かなり雑に)縛っている。ヒロインの一人。
路地裏を家代わりに暮らしていたが、路地裏を根城としている子供達のルールを破っために暴行を受けている所をフォスターに助けられ、そのまま屋敷へとついてくる。快活で物怖じしない性格。
98版では隠しキャラで、キャラデザも新井和崎ではなかったが、後の小説版、そしてWin版で新井デザインが新規に起こされた。
ドレッド＝バートン
クレアの実の父親。
「鉄道王ドレッド」として有名。この時代で個人で二本の路線を所有する国内屈指の資産家。
彼の手腕は大陸中に知れ渡り、この大陸の交通を整備したといっても過言ではない。
裏で手をまわし、フォスターの公的な記録である議事録や書記原本を手に入れ、フォスターのかつての偽名であるリヒター＝クラフト名義で手紙を出し、屋敷に招きメイド達の教育係として雇う。
妻であるファームが亡くなってから、メイドに娼婦まがいの接客を強要させる様になる。
真のエンディングでは私有鉄道をわざと公営化させ、隠居を宣言し屋敷を譲るように金の入った鞄を出すフォスターから1ポンド札だけ受け取り、クレアをフォスターに託してミュハとメーアを連れ、屋敷を後にする。
ミュハ＝レスレイ（美華 蓮麗）（声：渡辺美佐）
博識の中国美人。
屋敷の管理とメイド達のスケジュール管理を一手に引き受けている。
ドレッドを慕っているが、年齢に差があるためにその恋は実らない。
メーア＝エーデルシュタイン（声：高乃麗）
銀髪の美女。
自分さえ楽しめればいいという性格。
メイドの調教を実際に行うのは彼女の仕事であり、少女達を磨くのが好きなのだが、時々加減を忘れることが欠点である。
ファーム＝ド＝ラキシン
クレアの母親。
元々はバートン家の使用人であったが、ドレッドと恋に落ち、後にクレアを身ごもる。しかし、当時の当主であるグスコ＝バートンは、跡取りと使用人の関係を認めるはずも無く、屋敷を追い出されてしまう。
金を貯めてクレアを引き取ろうとキュレイポートに雇われ、そこでリヒター＝クラフトと名乗っていたフォスターと出会う。しかし国規模の大スキャンダルに巻き込まれてしまい、ファームも追われる身となる。
しばらくしてドレッドが当主となり、ファームを探し出して屋敷へと戻るが、既に病で身体を壊していて、数年後に没することになる。

### 雛鳥の囀
キャロル=ウェラクスタ
大財閥ウェラクスタ家の四人兄弟の末娘。二人の兄と姉がいる。父親である総帥ガード=ウェラクスタに溺愛されている。兄が失敗した鉄道買収をするべく、手始めに屋敷を乗っ取ってフォスターに「接客」を再開させる。
一見女王様気質で、ほぼ同年輩のメイドたちに「奉仕」させる横暴さを見せるが、フォスターから見ればメイドたち同様の「雛鳥」でしかなく、篭絡して屋敷を取り返すのは不可能ではない。
なおDOS版では彼女をメイドに蹴落として調教することができたが、Win版ではカットされている。
クレアエンディングではフォスターを自らの部下として中央へ来る様に誘いをかける。屋敷撤収の日にフォスターがクレアが「大切」であると言う一言を聞き、市政が発行した屋敷の所有権利書をフォスターへと渡す。
キャロルエンディングではウェラクスタ家の所有する鉄道の一部が公営化され、事業失敗という失態を演じる（スミスは元々この計画自体が失敗する計画として知っている）。フォスターの助力もあって鉄道は手に戻るが、中央へと戻されることとなる。しかし2年たった今でもフォスターの下へ通い続ける姿が描かれる。
エリザベス=バージェラック
地方の富豪の箱入り娘で愛称はリズ。キャロルの親友。弓道をたしなみフォスターも引けない強弓を易々と引くなど、意外な芯の強さを持つ。しかし、キャロルの方は親友とは思っていなかったらしく、実家の破産を機にリズをメイドとして「調教」するようフォスターに命じ、嬉々として「接客」させ、また己に「奉仕」させる。
クレア=バートン
前作から登場。屋敷の女主人に「昇進」していたが、キャロルによって再びメイドに「降格」される。
一見「接客」も「奉仕」も淡々とこなすが、フォスターへの想いは深く、他の少女たちへの嫉妬の色を見せることもある。
洗濯をしながら歌を歌うことが好きだが、その現場をフォスターに見られ、顔を赤くする等、年相応の少女の面も見せる。
リース=ウェン=ネフタ
前作から登場。フォスターの支援で大学に通っていたが、キャロルのせいで学資の都合がつかなくなり、屋敷に呼び戻される。
その後も相変わらず「調教」、「接客」、「奉仕」に慣れることなく苦痛と屈辱の涙を流しては皆を喜ばせるが、なぜか逃げ出そうとも拒否しようともしない。
アイシャ=ファーファリス
前作から登場（ただしメイドにはできない）。パトロンの手を借りて酒場を開き、フォスターのいる街に戻ってくる。
本人は店の具体的な運営ができないため、少女エミットを雇っていたが…
エミットエンディングで母親になったことを打ちあける。キャロル、クレアエンディング後のスタッフロールでお腹が大きくなったアイシャのラフ画が描かれている。
結城恋
前作から登場（ただしメイドにはできない）。遥かな祖国から再びフォスターの元を訪れ、そして再び去っていく。
キャロル、クレアエンディング後のスタッフロールで着物を着て髪の毛が長くなったレンのラフ画が描かれている。
メイ=クルサード
プロのメイド。屋敷がキャロルに乗っ取られる前からおり、乗っ取られた後も「報酬さえいただければ」と残り、「調教」、「接客」、「奉仕」をも受け入れる。
実は過去にフォスターと因縁があって恋心を抱いているが、クレアとフォスターの姿を見てその想いを押し隠し、「金だけが目的」なのだと演じている。
毎週報酬を要求し、支払えないと館を去る。
エミット=コール
キャロルの酒場の手伝い(実際にはすべての仕事を担当)。店を訪れるフォスターに恋心を抱き、情を交わしてしまうが、それがアイシャを本気で怒らせ、「泥棒猫」呼ばわりされて叩き出され、行くところもなく屋敷のメイドとなる。なお、アイシャと性格的に通じるものがあるせいか、メイドたちの中でキャロルの扱いが一番上手い。
リリィ=カースン・フローラ=カースン
自称姉妹。しかし、リリィは白人の少女、フローラは有色人種の幼女で、まったく似ていない。
フローラの母ミュッタはリリィの生家でメイドを務め、リリィの養母的役割だった。そして、その裏ではリリィの父の「夜の妻」をも兼ねており、リリィいわく「本当に姉妹かもしれない」。そんな父に反発したリリィは家を出、ミュッタの元に転がり込むが、そこにはミュッタの墓と幼いフローラしかいなかった。以後二人は姉妹として安食堂で懸命に働くが食い詰め、ついにフローラが「姉」に黙って客に体を売るまでになった。
フォスターの屋敷なら餓えることだけはないだろうと二人はメイドになるが、そのまま二人一緒に「調教」、「接客」、「奉仕」を強要される。
スミス=ランフォート
会計士（元財務官僚）。キャロルの会計処理を依頼されたフォスターと出会い、自らメイドとなって前作のミュハ的存在になる。
一見明るい才女タイプだが、官僚時代に人々を泣かせた苦悩を今も引きずっており、自らを罰するかのように積極的に「調教」、「接客」、「奉仕」を行なう。
メイドたちの中で書類に関してだけはキャロルを言い負かすことができる。
モニカ=ハーヴェスト
機械工。キャロルのタイプライター修理を命じられたフォスターと出会い、タイプライターごと屋敷入りする。
言動はがさつで言葉遣いも男言葉に近く、また態度もきわめて反抗的（それを従わせるのがある種の魅力となる）。
屋敷にある柱時計はモニカの父親が工場で1年ぐらいかけて組み立てしていた物で幼い頃のモニカもその作業を手伝っている。
フェイム=アー
高級サロンの歌姫。かつては金持ちに囲われていたが、歌を歌うことが仕事になると騙されて、体よくサロンに売られてしまう。
その歌声に惹かれたフォスターにひそかに身請けされるが、キャロルに見つかってメイドにされる。
ほとんど天然に近い悠然たる性格で、「歌さえ歌えれば」と「調教」、「接客」、「奉仕」をも平然とこなす。
なおWin版では、存在そのものをカットされている。
ドレッド＝バートン
キャロルエンディングにのみ台詞だけ登場。フォスターのために鉄道の権利関係が記された相関図を用意する。

## OVAアニメ
『殻の中の小鳥』I〜V、『雛鳥の囀』前編、後編としてそれぞれOVAアニメ化された。
- 殻の中の小鳥 I ～クレア・バートン～
- 殻の中の小鳥 II ～ユウキ レン～
- 殻の中の小鳥 III ～アイシャ・ファーファリス～
- 殻の中の小鳥 IV ～リース・ウェン・ネフタ～
- 殻の中の小鳥 V ～最終章～
- 雛鳥の囀 前編
- 雛鳥の囀 後編

## 書籍
- 『殻の中の小鳥』(CaRROT NOVELS) 皐月ももこ著 ワニブックス 1998年2月発売 ISBN 978-4847032707
- 『雛鳥の囀』(CaRROT NOVELS) 百瀬夏生著 ワニブックス 1999年12月発売 ISBN 978-4847033315
- 『殻の中の小鳥&雛鳥の囀 〜メイド白書〜』 メガストア編集部編、上崎洋一著 コアマガジン 2000年11月発売 ISBN 4-87734-406-3